# Ludolf von Oer
Ludolf von Oer (* um 1383; † nach 1460) war Domherr in Münster.

## Leben

### Herkunft und Familie
Ludolf von Oer entstammte dem westfälischen Adelsgeschlecht von Oer, dessen Ursprung in dem Hofverband Oer, dem heutigen Stadtteil von Oer-Erkenschwick, lag. Seine Eltern waren Heidenreich von Oer (* um 1360, Ritter) und Godeke Droste zu Kakesbeck. Sie war Erbtochter, so dass durch die Heirat im Jahre 1383 die Burg Kakesbeck in den Besitz der Familie von Oer gelangte. Heidenreich von Oer, Ludolfs Großvater, erhielt Oer im Jahre 1389 als Eigenbesitz. Sein Sohn Heinrich – Ludolfs Onkel – versuchte, diesen Besitz in Unabhängigkeit von Köln zu bringen, scheiterte aber. Letztlich verlor die Familie sämtlichen Besitz im Vest Recklinghausen und lebte zunächst auf Haus Rauschenburg. Der Kölner Erzbischof vertrieb die von Oers, so dass sie ab 1436 Zuflucht auf Burg Kakebeck fanden.
Im Jahre 1431 verzichtete Ludolf zusammen mit seinem Vater und seinen Geschwistern gegenüber dem Kölner Erzbischof auf alle Ansprüche auf Schloss Horneburg, den ursprünglichen Familiensitz. Seine Geschwister waren
- Sander (Domherr in Münster)
- Dietrich, Herr zu Haus Rauschenburg, ⚭ Catharina Korff gen. Schmising
- Bernhard, Erbe des Hauses Kakesbeck, ⚭ Elseken Korff
- Elseke, ⚭ Heidenreich von Schürmann (Burgherr zu Rheda)

### Wirken
Ludolf findet erstmals am 13. April 1417 als Domherr zu Münster urkundliche Erwähnung. Im August 1429 gelobte er, das neue Statut der Domkellnerei zu beachten. 1431 war er Domkellner und wurde auch zum Propst von St. Mauritz in Münster gewählt. Er verzichtete jedoch im Jahr darauf zugunsten des Johann Walling, der vom Papst für dieses Amt eine Zusage erhalten hatte. Diese Angelegenheit führte zu einem Einspruch des Domkapitels, da es sich übergangen fühlte und der Auffassung war, Walling sei wegen seiner nicht adligen Abstammung nicht in der Lage, als Lehnsherr zu fungieren.
Ludolfs Heirat mit Mette von Vornholte gen. Cracht fiel in das Jahr 1435. In diesem Jahr wird er auch letztmals als münsterscher Domherr erwähnt.